# 西司马遗址
西司马遗址，位于山东省临沂市沂南县大庄镇西司马村，是中华人民共和国山东省文物保护单位之一。
1992年6月12日，授予山东省文物保护单位，是一座古遗址。